# BBC Four
BBC Four is de vierde Britse televisiezender van de BBC. De zender werd op 2 maart 2002 gelanceerd als opvolger van het digitale kanaal BBC Knowledge. De uitzendingen beginnen dagelijks om 19:00 uur GMT.
Het kanaal heeft een divers aanbod aan programma's, waaronder drama, documentaires, muziek, internationale films, eigen producties, comedy en nieuws. De licentie vereist dat het kanaal minstens 100 uur aan kunst en muziek besteedt, 110 uur aan wetenschappelijke programma's en per jaar 20 internationale films een televisiepremière geeft.
Een aantal programma's (zoals de komische populairwetenschappelijke quiz QI) die op BBC Four hun première beleefden vonden uiteindelijk hun weg naar de meer populaire zenders als BBC One of BBC Two.
BBC Four kan ontvangen worden via Freeview, Sky Digital en andere Britse digitale televisie-aanbieders. In Nederland en België is het kanaal in sommige kabelabonnementen te ontvangen.

Publieke kanalen: BBC One · BBC Two · BBC Three · BBC Four · BBC News · BBC Parliament · CBBC Channel · CBeebies · BBC HD · S4C (Wales) 
Commerciële kanalen: ITV · ITV2 · ITV3 · ITV4 · Channel 4 · Channel 5